# Shopping Center Norte

O Shopping Center Norte é um centro comercial localizado na cidade de São Paulo, no distrito da Vila Guilherme, ao lado do Terminal Rodoviário do Tietê. Foi inaugurado em 7 de abril de 1984, sendo o primeiro shopping center da zona norte de São Paulo.
Localizado junto à Marginal Tietê, próximo do Terminal Rodoviário do Tietê, faz parte do complexo Cidade Center Norte que também é responsável pelo Shopping Lar Center, Novotel Center Norte, Expo Center Norte e diversos imóveis comerciais nos arredores que totalizam cerca de 600 000 m² de área total.

## História
O shopping foi planejado por Curt Walter Otto Baumgart, filho do empresário Otto Baumgart, fundador da Vedacit. Na década de 60, os empresários compraram o terreno de 150 000 m² onde atualmente fica o shopping. Na época, a região era ocupada por um lixão e várias lagoas. Em 1964, com a compra de outros terrenos nos arredores, iniciaram-se as obras de aterramento e terraplenagem de toda a região.
Quase duas décadas mais tarde, iniciam-se as obras do Shopping Center Norte, anunciado com 90 000 m² de área construída, 4000 vagas de estacionamento, 250 lojas e uma loja do Hipermercado Eldorado (vendida para o Carrefour em 1997). Em 7 de abril de 1984 era inaugurado o shopping, com um prédio térreo para imitar os comércios de rua e um terço de suas lojas reservadas para lojistas da região de Santana, próxima ao shopping center.
O shopping foi o maior do Brasil até 1991, quando foi superado pelo Shopping Aricanduva.

## Cidade Center Norte

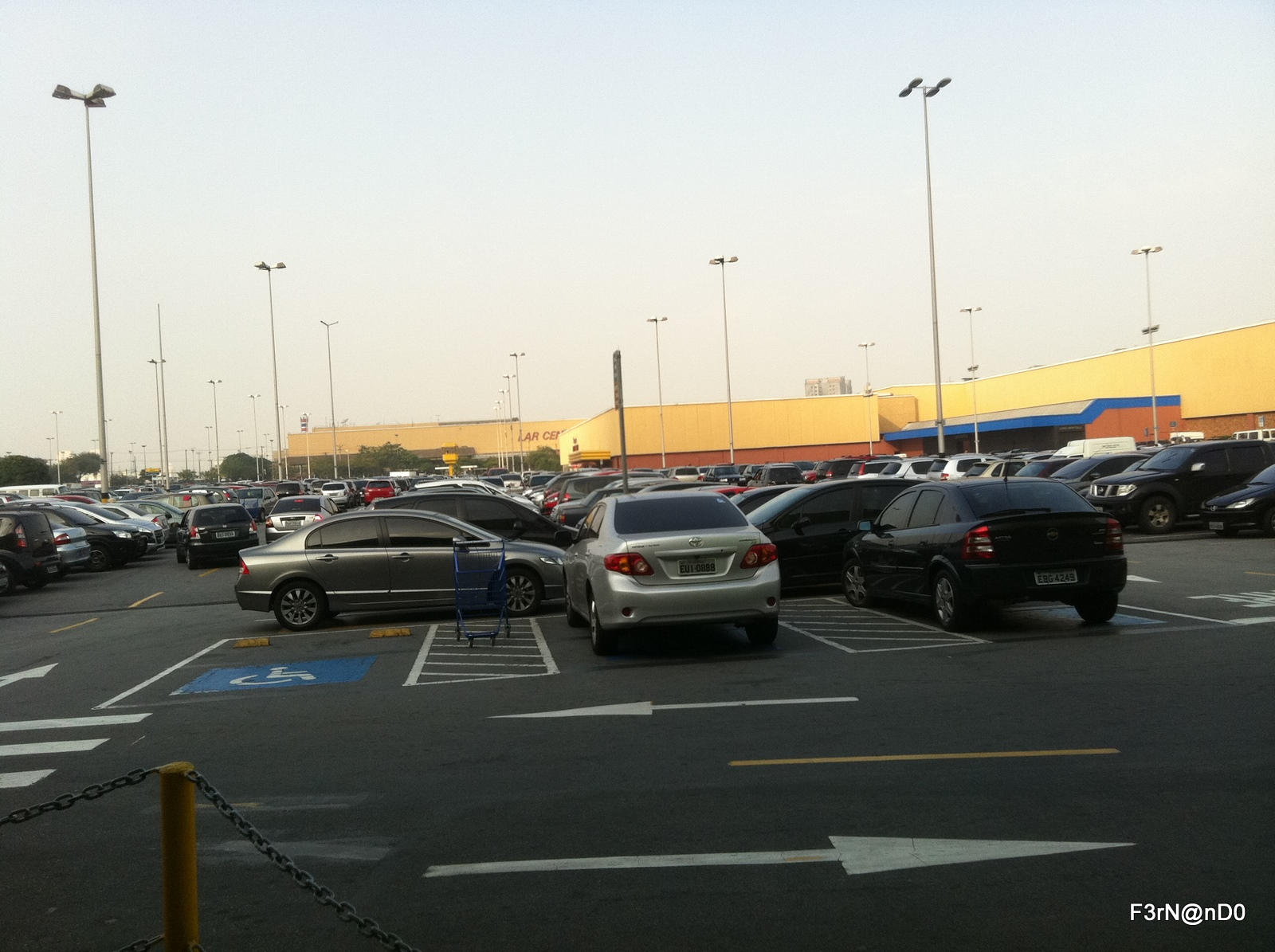
Área externa do estacionamento.

A Cidade Center Norte é um complexo formado pelos shoppings Center Norte e Lar Center, o centro de convenções Expo Center Norte, o hotel Novotel Center Norte além de diversos estabelecimentos comerciais e lojas que ocupam uma área de 600 000 m² na Vila Guilherme, em São Paulo. O Shopping Center Norte foi o primeiro empreendimento do complexo.

## Controvérsias
Ao longo dos anos de existência, o Center Norte sofreu com diversas polêmicas pelos mais variados motivos. A principal delas foi o fato de ter sido construído sobre um antigo brejo que era utilizado como lixão pelos moradores da Vila Guilherme. Logo no primeiro ano de operação, a CETESB ameaçou interditar o shopping center. Ao longo dos demais anos, foram instalados drenos para evitar o acúmulo de gás metano no subsolo das construções, evitando assim o risco de explosão.
Em 2003, uma funcionária da loja C&A foi assassinada durante o expediente dentro do shopping pelo ex-namorado. O assassino tentou-se suicidar logo de seguida, ainda dentro da loja. A situação causou pânico dentro do shopping, fazendo que lojistas assustados fechassem suas lojas mais cedo, temendo que pudesse ter ocorrido um assalto.
Em 2011, a CETESB interditou totalmente o complexo do shopping Center Norte, Lar Center e as lojas da Decathlon, Carrefour e construções do terreno dos dois shoppings por risco de explosão. O shopping foi fechado em 27 de setembro de 2011 e assim permaneceu por alguns dias, porém, conseguiu um mandado de segurança durante as pendências, reabrindo no dia 5 de outubro do mesmo ano após uma inspeção da prefeitura comprovar a instalação de um novo sistema de drenos para evitar o acúmulo dos gases provenientes do subsolo.
Em 2014, uma nova polêmica, desta vez envolvendo a onda de rolêzinhos que aconteciam frequentemente nos shoppings de São Paulo naquela época. O shopping conseguiu liminar na justiça que impedia a realização de um evento deste tipo nas suas dependências. A justificativa foi para evitar tumultos, furtos e possíveis danos, porém, nos dias seguintes, houve protestos e novas tentativas de realizar rolêzinhos no shopping.

## Curiosidades
- O shopping recebe diariamente cerca de 80 mil visitantes, 83% deles são residentes da zona norte de São Paulo, sendo o preferido das classes A e B.[9]
- A unidade do Outback Steakhouse localizada no shopping é considerada como a maior, mais movimentada e mais lucrativa loja da rede no mundo. A loja foi inaugurada em 2004 e reformada em 2018.[10][11]